# Seona (Chorwacja)
Seona – wieś w Chorwacji, w żupanii osijecko-barańskiej, w gminie Donja Motičina. W 2011 roku liczyła 405 mieszkańców.